# خپری
خپری یا خپره از اسطوره‌های مصر باستان هم به معنی سرگین‌چرخانان نوعی سوسک و هم به معنای قائم به ذات است. او در نزد شهروندان هلیوپولیس، نمودار طلوع خورشید بود و مانند سوسک، از جوهر خویش سر بر می‌آورد و زادهٔ خویشتن است. خپری ایزد دگرگونی‌های حیات بود و همیشه از نو زاده می شد.
| xpr · r | i | C2 |

| xpr · r | i | C2 |

## نمادشناسی
خپری را به شکل انسانی با سر سوسک یا سرگین غلتانی که قرص خورشید جلوه می یافت و گاه تنها به شکل سوسک کامل بود.

## پرستش
این خدا در مصر سفلی،در شهر هلیوپولیس در زمان پادشاهی نوین بسیار معروف بود. این خدا معبد و فرقه‌ای نداشت، اما در میان مردم عادی و فراعنه، نمادی محبوب بوده‌ است. نماد او را در کنار مقبره‌های مومیایی‌ها می ساختند یا حک می‌کردند.